# Cassida atrofemorata
Cassida atrofemorata es un coleóptero de la familia Chrysomelidae.
Fue descrita científicamente por primera vez en 2002 por Borowiec & Sassi.